# Театр «Соловцов»
Теа́тр Соловцо́ва (театр «Соловцов»)— русский драматический театр в Киеве. Основан в 1891 году как один из первых стационарных театров Киева с постоянной театральной труппой. Основан известным российским актёром и драматургом Николаем Соловцовым и был престижным театром города, который просуществовал 33 года. Помещался по адресу: Николаевская площадь, 3. В советское время был национализирован и переименован во Второй театр Украинской советской республики им. Ленина. В 1924 году театральная труппа была расформирована, а в здание была переведена труппа театра Березиль, под руководством Курбаса. В 1926 году Березиль отправили в Харьков, а из Харькова переехала труппа Украинского драматического театра им. И. Франко, возглавляемая И. Юрой. Но большинство актёров театра «Соловцов» собрались уже в Театре Бергонье, где был учреждён новый драматический театр (ныне Национальный академический театр русской драмы имени Леси Украинки).

## История
Сподвижником и основателем известного киевского театра был Николай Николаевич Соловцов (1857—1902; настоящая фамилия Фёдоров), российский актёр, режиссёр, антрепренёр. Влюблённый в театр, он начал ещё с детских лет выступать в любительских кружках, а в молодые годы уже выступал в антрепризных труппах Орла и Нижнего Новгорода. У Соловцова не было какого-то определённого амплуа, он играл решительно всё и переиграл множество ролей. А в период 1876—1882 годов Соловцов объездил всю Россию; играл в Оренбурге у А. А. Рассказова, в Астрахани у Н. К. Милославского, в Саратове у В. И. Костровского-Истомина, в Киеве у Н. Н. Савина, а также в Ростове-на-Дону, Тамбове, Полтаве, Харькове, Таганроге, Казани. Когда он попал в Москву, то был вполне сформированным актёром, поэтому довольно быстро стал популярным, а имея опыт и талант в организации спектаклей и антреприз, он стал также удачным антрепренёром Москвы.
Начиная с 1886 года, весной под управлением Соловцова складывались сильные актёрские труппы — «Общества московских драматических артистов», которые осуществляли турне по провинции (Киев, Одесса и др. города). Эти поездки способствовали развитию режиссёрских и административных способностей Соловцова и увеличивали его популярность уже по всей России. После сезона 1890—1891 годов, проведённого в качестве актёра и режиссёра у М. М. Бородая в Харькове, Соловцов с Е. Я. Неделиным, Т. А. Чужбиновым и Н. С. Песоцким организуют в Киеве «Общество драматических артистов». 1 сентября 1891 года в Театре Бергонье открывался сезон антрепризы «Ревизором» Николая Гоголя, а затем в 1893 году дороги московских артистов-основателей разошлись, и эта театральная труппа превратилась в единоличную антрепризу Соловцова, которой он руководил до конца жизни. Этот антрепризный театр Соловцова положил начало постоянному русскому драматическому театру в Киеве.
Соловцову удалось убедить городское самоуправление в необходимости развития большого театра в Киеве, ему удалось убедить и меценатов на амбициозный проект строительства нового большого театра, который был осуществлен в 1898 году (по масштабам театр не уступал видным московским). После такого взлёта, когда антрепризная труппа становится крупнейшим театром региона, пришли громкие победы театра и Соловцова-режиссёра в российской комедии. Леонид Леонидов утверждал: «Плоды просвещения» были сыграны здесь лучше, чем в Малом театре и у Корша. Впрочем, для театра была свойственна любовь к яркости и эффектам, мишура мелодрамы, феерии и фарса неотделима от властного обаяния Соловцовского театра.
В театре играли известные провинциальные актёры: И. М. Шувалов, М. М. Глебова, И. П. Киселевский, Н. П. Рощин-Инсаров, Иван Сагатовский, М. И. Велизарий, А. А. Пасхалова, В. И. Немирович-Данченко, А. Я. Глам-Мещерская, И. А. Сойфер, И. С. Деева, Н. Н. Соснин, Б. И. Пясецкий, Я. В. Орлов-Чужбинин, и др. Основные постановки Театра Соловцова: «Смерть Иоанна Грозного», «Царь Фёдор Иоаннович», «Царь Борис» Алексея Толстого, «Ревизор» Николая Гоголя, «Мадам Сен-Жан» В. Сарду, «Зимняя сказка» Шекспира, «Власть тьмы» Льва Толстого, «Дядя Ваня», «Три сестры», «Чайка» Антона Чехова, «Одинокие» и «Возчик Геншель» Г. Гауптмана.
До 1902 года театр принадлежал Обществу киевского домостроения, затем обанкротился и в марте 1902 года был продал с аукциона сахарозаводчику Л. И. Бродскому. В сентябре 1918 года его перекупили киевские предприниматели Голубчик, Гринберг и Мандельцвайг, а с установлением советской власти в городе в феврале 1919 года он был национализирован.

## Галерея

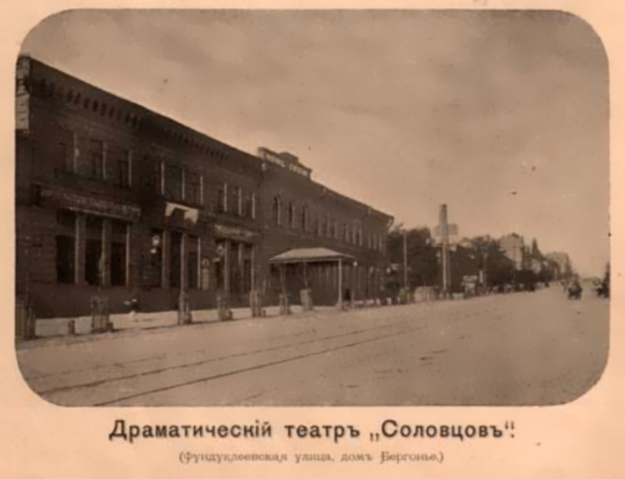
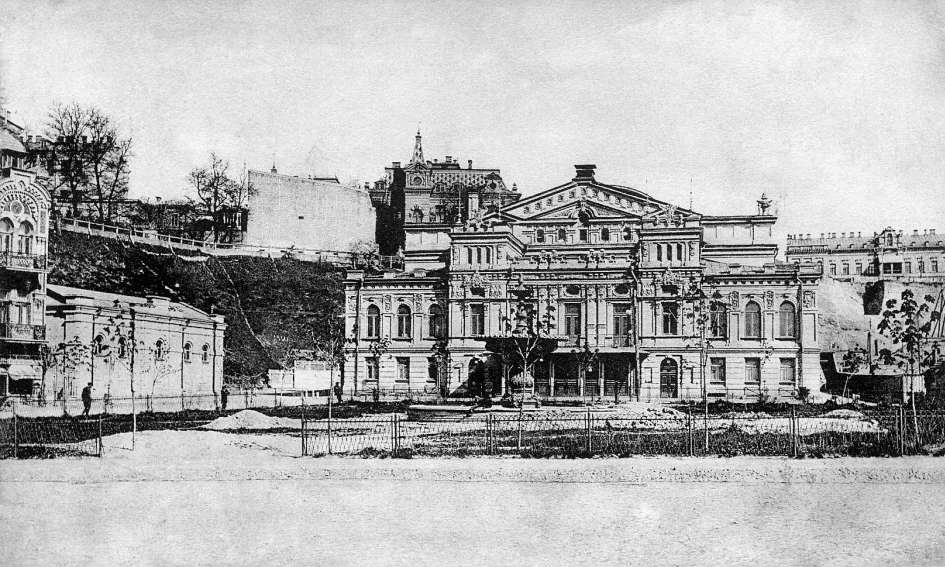
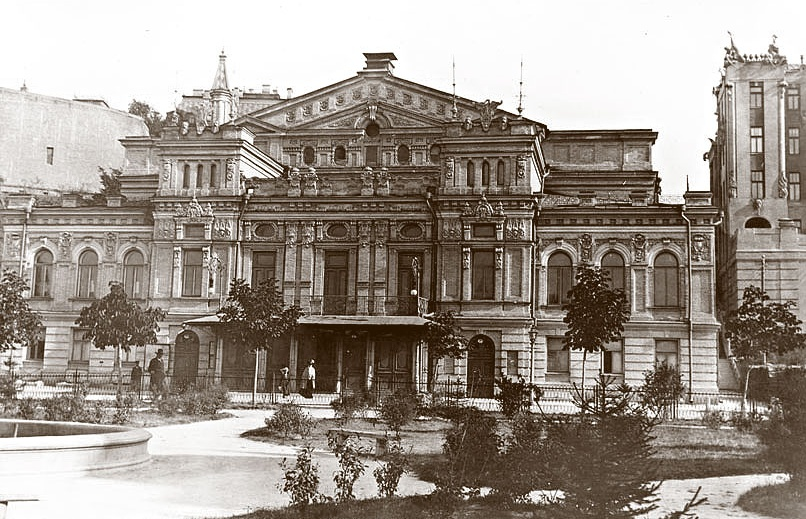